# Papilio erostratinus
Papilio erostratinus is een vlinder uit de familie van de pages (Papilionidae). De wetenschappelijke naam van de soort is voor het eerst geldig gepubliceerd in 1947 door Vázquez. Deze naam wordt wel beschouwd als een synoniem van Papilio erostratus.